# 저스틴 벌랜더
저스틴 벌랜더(본명: Justin Brooks Verlander, 1983년 2월 20일 ~ )는 미국 메이저리그에 소속된 휴스턴 애스트로스의 야구 선수이다.
버지니아주 매너킨탤봇에서 온 벌랜더는 올드 도미니언 대학교에서 수학하였고, 모나크스를 위하여 대학 야구를 활약하였다. 그는 스트라이크아웃을 위하여 모나크스와 콜로니얼 애슬레틱 어소시에이션의 경력 기록들을 깼다. 2003년 팬아메리칸 게임에서 벌랜더는 미국 야구 국가대표팀을 은메달로 이끌었다.
타이거스는 2004년 메이저 리그 베이스볼 드래프트의 지명 순위 2위와 함께 벌랜더를 선발하였다. 그는 2005년 타이거스와 자신의 메이저 리그 데뷔를 이루어 4개의 연속적 아메리칸 리그 중부 디비전 챔피언십 (2011 ~ 2014)과 2개의 아메리칸 리그 페넌트 (2006, 2012)에서 주요 인물로서 그들의 회전 시작에 에이스로서 거기에 12년 동안 활약하였다. 그는 스트라이크아웃 (2,373)에서 2위, 우승 (183)에서 7위와 투구 이닝 (2,511)에서 8위를 포함한 타이거스를 위하여 경력 지도 투수들 중에 있다. 타이거스는 2017년 이적 마감 시간 전에 벌랜더를 애스트로스로 이적시켰고, 그는 포스트시즌으로 향한 자신의 첫 5개의 출발에서 무패하였다. 그는 애스트로스가 2017년 월드 시리즈를 우승하면서 아메리칸 리그 챔피언십 시리즈의 MVP와 베이브 루스상의 공동 수상자였다. 2018년 벌랜더는 200개의 경력 우승을 얻는 데 메이저 리그 역사상 114번째 선수가 되었으며 또한 412개의 출발 이정표에 도달하는 데 20번째로 빠른 선수가 되었다. 2019년 벌랜더는 3개의 경력 노히트 노런을 던지는 데 메이저 리그 베이스볼 역사상 6번째 투수가 되었고, 자신의 3,000번째 타자를 스트라이크아웃 시켜 그렇게 하는 데 메이저 리그 역사상 18번째 투수가 되었다.
벌랜더는 8회의 메이저 리그 베이스볼 올스타이며 5번이나 스트라이크아웃과 2번이나 우승에서 아메리칸 리그를 이끌었다. 그는 2006년 아메리칸 리그 "올해의 루키"였고, 2007년 밀워키 브루어스를 상대로 코메리카 파크에서 첫 노히트 노런을 투구하였다. 2009년 그는 우승과 스트라이크아웃 둘다 처음으로 아메리칸 리그를 이끌었다. 벌랜더는 2011년 토론토 블루제이스를 상대로 자신의 2번째 경력 노히트 노런을 포함한 가장 성공적인 시즌을 산출하였다. 시즌의 말기 경에 벌랜더는 트리플 크라운 상, 만장일치로 사이 영 상, 아메리칸 리그 MVP 상과 스포팅 뉴스 "올해의 선수" 상을 수상하였다. 2019년 벌랜더는 자신의 첫 경력 300 스트라이크아웃시즌을 가졌고, 자신의 2번째 사이 영 상을 수상하였다.

## 아마추어 경력
어린 시절 벌랜더는 자신의 부친 리처드가 그를 리치먼드 베이스볼 아카데미로 보냈다. 그는 아카데미에 가입한 짧은 후 자신의 패스트볼 84mph (135km/h)를 던질 수 있었다. 그의 속도는 자신이 연쇄상 구균 인두염에 의하여 탈선된 구칠랜드 고등학교에서 시니어 해 동안 86mph (138km/h)에 정체되었다. 올드 도미니언에서 자신의 첫해 동안 벌랜더의 속도는 87mph (140km/h)에 도달하였다.

### 올드 도미니언 대학교
6 피트 5 인치, 200 파운드 (1,96m, 91kg)의 오른손 잡이 투수 벌랜더는 3년 동안 올드 도미니언 대학교 야구 팀을 위하여 활약하였다. 2002년 5월 17일 그는 제임스 매디슨 대학교를 상대로 당시 학교 기록인 17명의 타자들을 스트라이크아웃 시켰다. 2003년 그는 139개의 스트라이크아웃을 기록하여 대학의 싱글 시즌 기록을 세웠다. 2004년 그는 151개의 스트라이크아웃과 함께 자신 소유의 기록을 깨고 콜로니얼 애슬레틱 어소시에이션 (CAA) 신기록을 설립하였다. 벌랜더는 335개의 이닝에서 427개와 함께 올드 도미니언 대학교, CAA와 버지니아주 역사에서 사상 스트라이크아웃 지도 선수로서 자신의 경력을 완료하였다. 자신의 3년 동안 그는 9개의 이닝에 11.5 스트라이크아웃을 평균하였고 그의 대학 경력 평균자책점은 2.57 이었다.

### 2003년 - 팬아메리칸 게임 은메달
벌랜더는 2003년 미국 야구 국가대표팀을 위하여 투구하였고, 그해 산토도밍고에서 열린 팬아메리칸 게임에서 은메달로 미국 팀에 도움을 주었다. 그는 2002년 CAA 올해의 루키로 임명되어 2003년과 2004년 올 CAA 영예를 얻었다. 2004년 벌랜더는 올드 도미니언 대학교 동문 협회 "올해의 남자 선수"로 임명되었고, 디트로이트 타이거스에 의하여 2004년 메이저 리그 베이스볼 드래프트에서 지명 순위 2위로 선발되었다.

## 마이너 리그
타이거스가 2004년 메이저 리그 베이스볼 드래프트에서 지명 순위 2위에서 그를 선발할 때 벌랜더의 프로 야구 경력이 시작되었다. 그는 2004년 10월 25일 계약을 맺었다. 벌랜더는 2005년 자신의 프로 데뷔를 이루었다. 그는 디트로이트의 2개 마이너 리그 제휴 팀들 - 레이크랜드 플라잉 타이거스 (A+)와 이리 시울브스 (AA)를 위하여 활약하였고, 7월 타이거스를 위하여 2개의 경기를 시작하였다. 레이크랜드를 위하여 13개의 출발 경기에서 9 승 2 패의 기록과 1.67의 평균자책점을 세운 호, 벌랜더는 6월 20일 시울브스에 가입하였다.
2005년 7월 4일 벌랜더는 클리블랜드 인디언스를 상대로 시작하여 5개의 이닝을 투구하고 4개의 특점을 내주어 패배와 함께 비난을 받았다. 그는 또한 19일 후에 미네소타 트윈스를 상대로 출발을 이루었다. 2005년 벌랜더는 자신의 메이저 리그 출발 경기들을 둘다 패하였으나 시울브스와 7개의 출발 경기에서 그는 2 승 0 패였고, 그의 평균자책점은 0.28 이었다. 자신의 오른쪽 어깨에 견고는 그가 장애자 명단에 놓였을 때 8월 초순에 벌랜더의 시즌을 끝내는 원인을 가져왔다. 벌랜더는 플로리다 주립 리그 올스타로서 인정을 받아 퓨처스게임에서 선발투수였으며 베이스볼 아메리카에 의하면 디트로이트의 최고로 평가된 전망이었다.

## 디트로이트 타이거스

### 2005년 ~ 2006년 - 메이저 리그 베이스볼 데뷔와 아메리칸 리그 올해의 루키
2005년 7월 4일 벌랜더는 자신의 메이저 리그 베이스볼 데뷔를 하여 시즌 자신의 단 둘의 출발 경기에서 7.15의 평균자책점과 0 승 2 패로 갔다.
그는 2006년 타이거스의 로스터를 봄 훈련의 밖으로 이루었다. 자신의 첫 전임적 메이저 리그 시즌에서 벌랜더는 3.63 평균자책점과 함께 17 승 9 패로 갔고, 186개의 이닝에서 124명 만의 타자들을 스트라이크아웃 시켰다. 그해 7월 4일 캘리포니아주 오클랜드 매카피 콜리시엄에서 벌랜더, 조엘 주마야와 페르난도 로드니는 각각 100mph (160km/h) 이상으로 다수의 패스트볼을 던져 같은 팀에 3명의 투수들이 경기가 열린 동안 그렇게 하는 데 메이저 리그 역사상 첫 투수가 되었다. 2006년 그는 하나의 도루를 허용하였고 7명의 주자들을 견제구로 터치아웃 시켰다. 그해 그는 6월 말기 전에 10개의 경기를 우승하는 데 경기 역사상 첫 루키 투수가 되었고, 시즌의 말기에 아메리칸 리그 "올해의 루키"로 임명되었다. 2006년 월드 시리즈의 첫번째 경기가 열린 동안 벌랜더는 세인트루이스 카디널스의 앤서니 레예스에 타이거스의 선발투수였고, 월드 시리즈를 시작하는 데 2명의 루키들이 향한 첫 보기였다. 타이거스는 5개의 경기에서 시리즈를 패하였다.

### 2007년 ~ 2008년 - 첫 노히트 노런과 올스타 경기

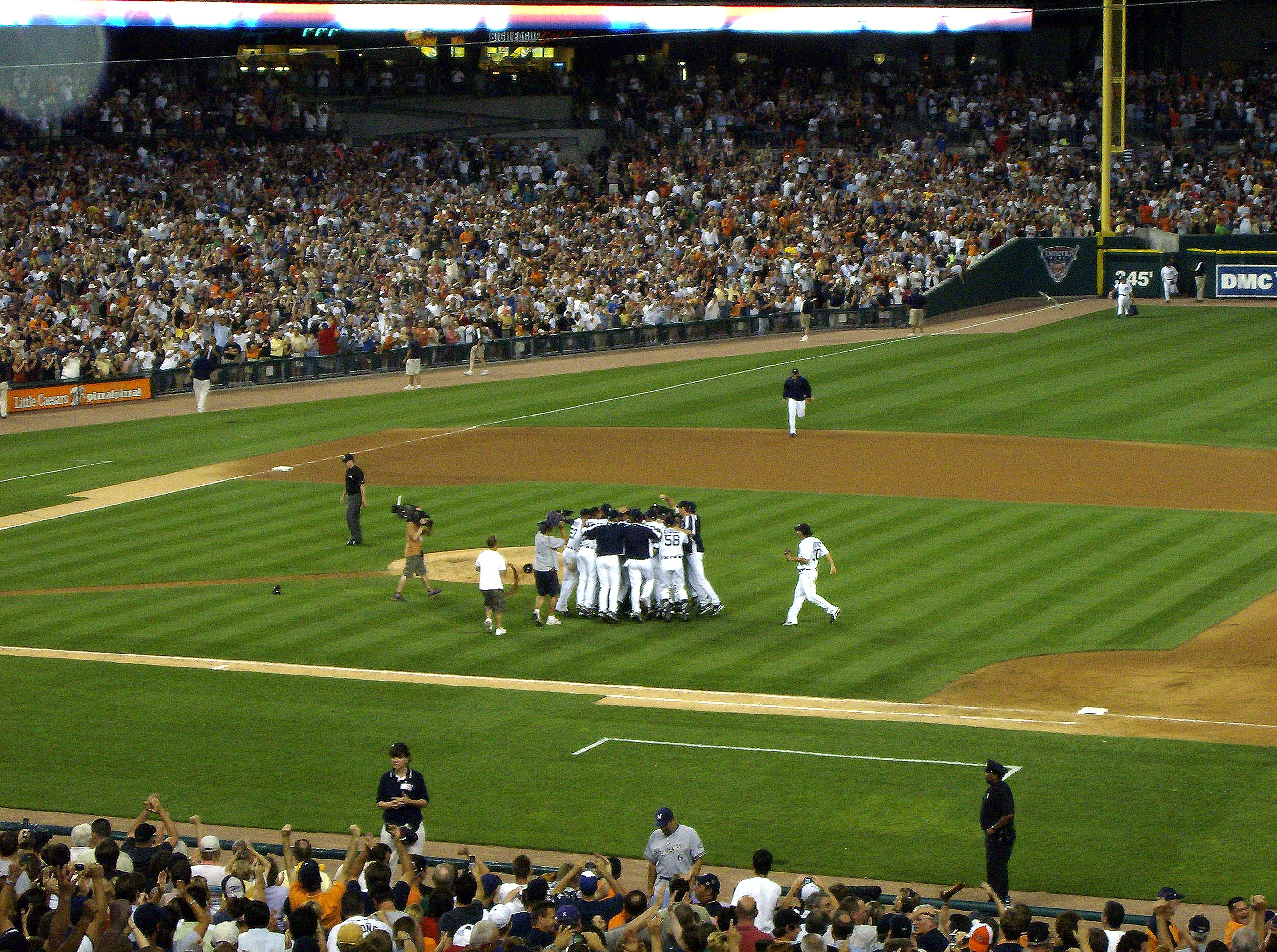
벌랜더의 첫 노히트 노런 경기를 축하하는 그의 동료 선수들

벌랜더의 성공은 201개의 이닝에서 183개의 스트라이크아웃과 함께 18개의 우승을 축적하고 3.66의 평균자책점을 세울 때 2007년 지속되었다. 6월 12일 벌랜더는 밀워키 브루어스를 상대로 노히트 노런을 기록항여 102mph (165km/h)의 패스트볼을 던진 동안 12명을 스크라이크아웃 시켰고 4명을 1루에 나가게 하였다.

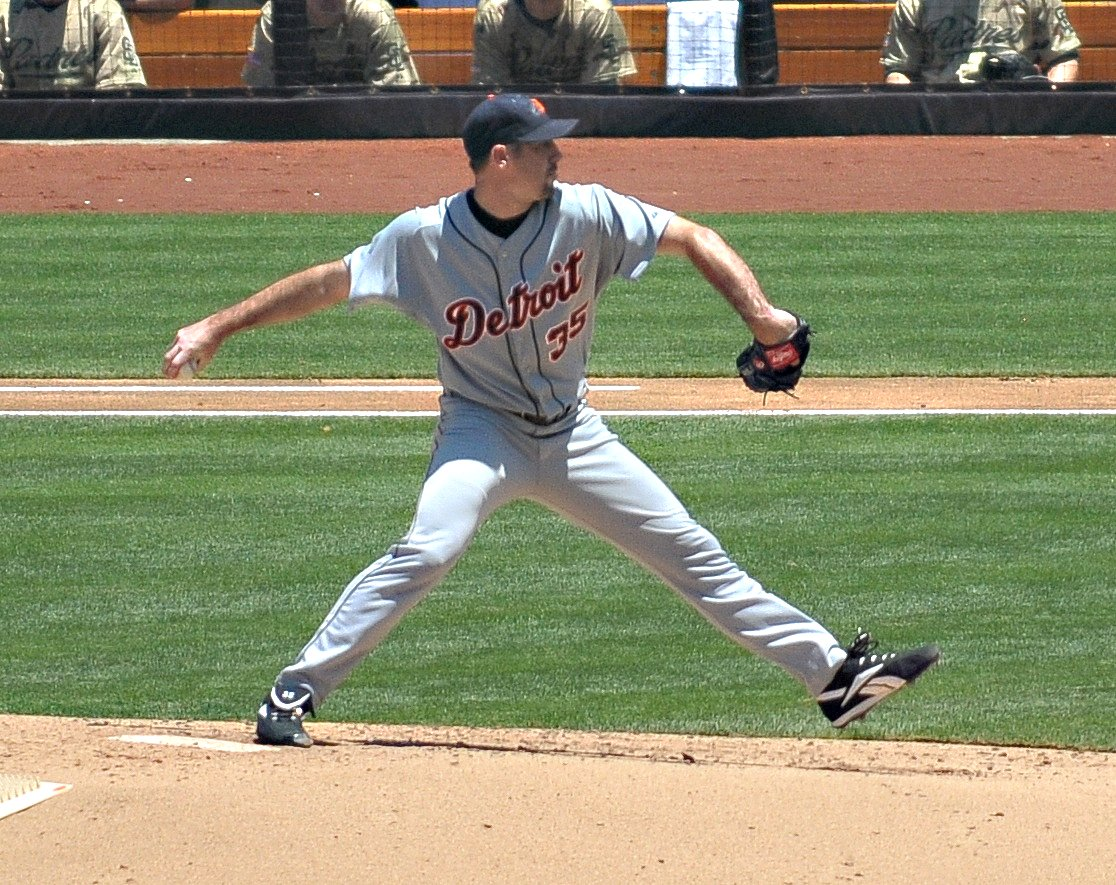
2008년의 벌랜더

2008년 벌랜더는 자신의 첫 경기를 우승하기 전에 4개의 연속적 경기를 패하였다. 전체로 그는 11 승 17 패 기록과 4.84의 평균자책점과 함께 2008년 시즌을 끝냈다.

### 2009년 ~ 2010년 - 첫 메이저 리그 우승과 스트라이크아웃의 지도 선수
벌랜더는 2009년 9월 16일 자신의 위업을 풀때 9번째 이닝에서 아무도 없이 본루들을 적재하거나 득점을 허용하지 않고 그 외부로 나가는 데 24년만에 첫 메이저 리그 출발 선수가 되었다. 1985년 9월 16일 당시 시애틀 매리너스의 투수 마이크 무어가 그렇게 하는 데 마지막 선수였다.
그는 자신의 10.1/9 투구 이닝 스트라이크아웃 평균이 아메리칸 리그 출발 선수들을 전부 이끄는 동안 19 승 9 패의 기록, 3.45의 평균자책점과 메이저 리그 베이스볼을 이끄는 269개의 스트라이크아웃 (1971년 미키 롤리치의 308개 이래 가장 많은 수)과 함께 2009년 시즌을 끝냈다. 그의 19개 우승은 이 시즌에서 메이저 리그를 이끌었다. 벌랜더는 아메리칸 리그 사이 영 상 투표에서 잭 그레인키와 펠릭스 에르난데스에 밀려 3위를 하였다.
오프시즌에 벌랜더와 타이거스는 5년, 8천만 달러의 계약 확장을 위한 거래에 도달하였다. 7월 3일 벌랜더는 2010년 시즌의 자신의 10번째 우승을 얻었다. 이것은 올스타 브레이크가 있기 전 그가 두 자리의 우승들을 가진 5년의 세월에 4번째로 특징을 지었다. 9월 18일 벌랜더는 시카고 화이트삭스를 꺾어 시즌의 자신의 17번째 우승을 얻는 데 완료 경기를 투구하였다. 벌랜더는 드와이트 구든 이래 자신의 첫 5개 시즌 중 4개에서 17개의 경기를 우승하는 데 첫 투수였다. 그는 224개와 3분의 1 이닝에서 219명의 타자들을 삼진 시킨 동안 18 승 9 패의 기록과 3.37의 평균자책점과 함께 2010년 시즌을 끝냈다.

### 2011년 - 2번째 노히트 노런과 수상 시즌
2011년 4월 22일 벌랜더는 화이트삭스에 9 대 3의 우승에서 자신의 1,000번째 스트라이크아웃을 기록하여 그렇게 하는 데 15번째 타이거스 선수가 되었다. 5월 7일 그는 토론토 블루제이스를 상대로 자신의 2번째 경력 노히트 노런을 기록하여 4개의 스트라이크아웃을 투구하고, 1명의 타자를 1루에 나가게 하고, 스피드 건에 101mph (163km/h)의 최대 속도에 던졌다. 그는 경기에서 본루에 도달하는 데 단 하나의 블루제이스 타자였던 J. P. 아렌시비아에 볼넷을 허용하기 전에 8번째 이닝으로 완벽한 경기를 실행하였다. 그는 다수의 노히트 노런을 던지는 데 버질 트럭스 이래 2번째 타이거스 투수, 그리고 야구 역사상 30번째 투수가 되었다. 5월 13일 캔자스시티 로열스를 상대로 자신의 다음 출발 경기에서 벌랜더는 3루타를 항복하기 전에 6번째 이닝으로 들어가 노히트 노런을 가져갔다. 함께 그는 3개의 출발 경기들에 퍼진 15개와 3분의 2의 연속적 노히트 노런 이닝을 투구하였다.
6월 14일 벌랜더는 8번째 이닝으로 노히트 노런을 가져갔다. 그는 인디언스의 오를란도 카브레라에 안타를 내주기 전에 7개와 3분의 1 이닝을 투구하였다. 벌랜더는 2개의 안타를 허용한 완료 경기 완봉과 함께 끝나고 말았다. 6월 19일 자신의 다음 출발 경기에서 그는 타이 위깅턴에게 솔로 홈런 만을 허용한 다른 완료 경기를 던졌다. 6월 25일 그는 애리조나 다이아몬드백스를 상대로 경력 사상 14개의 스트라이크아웃을 기록하였다. 벌랜더는 자신의 4번째 아메리칸 리그 올스타 팀으로 선발되었으나 자신의 출발들의 스케줄로 경기에 참가할 수 없었다.
7월 31일 벌랜더는 메이서 이스투리스에게 1루타를 항복하기 전에 로스앤젤레스 에인절스을 상대로 8번째 이닝으로 노히트 노런을 가져갔다. 그는 2명을 1루에 나가게 하고 9명을 스트라이크아웃 시켰다. 8월 11일 벌랜더는 인디언스를 상대로 자신의 100번째 메이저 리그 경기를 우승하였다. 8월 27일 승리는 벌랜더를 20개의 경기를 우승하는 데 1991년 빌 걸릭슨 이래 첫 타이거스 선수로 만들었고, 8월 말기 전에 20개의 우승에 도달하는 데 2002년 커트 실링 이래 첫 메이저 리그 투수로 만들었다.
시즌의 말기에 벌랜더는 아메리칸 리그에서 투수의 트리플 크라운 상을 수상하여 우승 (24), 스트라이크아웃 (250; 타이거스 역사상 6번째로 가장 많이 동점을 매김)과 평균자책점 (2.40)에서 리그를 이끌었다. 로스앤젤레스 다저스의 왼손 잡이 투수 클레이턴 커쇼는 그 주에 일찍이 내셔널 리그 트리플 크라운 상을 수상하여 양리그에서 1924년 트리플 크라운 수상자 투수들을 나타낸 이래 그것을 첫 시즌으로 만들었다. 벌랜더는 또한 메이저 리그의 최고 0.92 WHIP를 세운 동안 투구 이닝 (251)과 승패 퍼센티지 (.828, 타이거스 역사상 6번째로 가장 많음)에서 아메리칸 리그를 이끌기도 하였다. 시즌을 통하여 그는 6개의 이닝 혹은 100개의 투구보다 적게 던졌던 아웃을 전혀 가지지 않았다. 2011년을 통하여 벌랜더는 타이거스 역사상 최고 경력 스트라이크아웃/9개의 이닝 퍼센티지 (8.3)와 2번째로 최고 경력 승패 퍼센티지 (.652)를 가졌다.
2011년 벌랜더는 아메리칸 리그 스포팅 뉴스 "올해의 투수" 상, 스포팅 뉴스 "올해의 선수" 상, 선수를 위한 플레이어스 초이스 어워드와 가장 두드러진 아메리칸 리그 투수 상, 그리고 USA 투데이 아메리칸 리그 사이 영 상을 수상하였다. 벌랜더는 메이저 리그 베이스볼 2K12의 표지 선수로 임명되었다.
벌랜더는 2011년 사이 영 상과 아메리칸 리그 MVP 상을 둘다 수상하였다. 그는 1992년 데니스 에커슬리 이래 아메리칸 리그 MVP 상을 수상하는 데 첫 투수, 1986년 로저 클레멘스 이래 그렇게 하는 데 첫 선발투수, 그리고 프랜차이즈 역사상 그렇게 하는 데 4번째 타이거스 선수가 되어 데니 매클레인 (1968년), 핼 뉴하우저 (1944년, 1945년)과 윌리 에르난데스 (1984년)에게 가입하였다. 벌랜더는 만장일치로 2011년 아메리칸 리그 사이 영 상을 수상하였으나 거의 가까운 투표에서 아메리칸 리그 MVP 상을 수상하였다. 벌랜더는 1위 투표들의 28개 중 13개를 수집한 동아 280 포인트에 242 포인트로 보스턴 레드삭스의 제이컵 엘즈버리를 앞섰다. 그는 자신의 경력에서 올해의 루키 상, 사이 영 상과 MVP 상을 이기는 데 돈 뉴콤브 후 야구 역사상 2번째 투수가 되었다.

### 2012년 - 사이 영 상의 준우승과 올스타
2012년 5월 18일 벌랜더는 6 대 0의 승리에서 하나의 아웃 1루타를 내주기 준에 피츠버그 파이리츠를 상대로 9번째 이닝으러 노히트 노런을 가져갔다. 그것은 그의 첫 경력 완료 경기의 1타자, 총계에 그의 16번째 완료 경기이자 6번째 경력 완봉이었다. 경기에서 12명을 스트라이크아웃 시킨 벌랜더는 8번째 이닝으로 상부의 90초와 100mph (160km/h)를 치고 있었다.
벌랜더는 아메리칸 리그 팀 로스터와 올스타 경기에서 아메리칸 리그 선발투수로 임명되었다. 벌랜더는 동료 선수들 프린스 필더와 선발투수로서 전에 투표된 미겔 카브레라에 의하여 가입되었다. 올스타 브레이크에서 벌랜더는 18개의 경기에서 9 승 5 패의 기록과 2.58의 평균자책점을 가졌으며 투구 이닝 (132), 스트라이크아웃 (128)과 완료 경기 (5)에서 아메리칸 리그를 이끌고 있었다. 잊혀질 올스타 경기에서 그는 하나의 이닝을 투구하고 5개의 득점을 내주었다. 벌랜더는 2012년 정규 시즌을 17 승 8 패의 기록과 함께 끝냈다. 그는 또한 평균자책점 (2.64)에서 2위를 한 동안 투구 이닝 (238, 3분의 1), 스트라이크아웃 (239)과 완료 경기 (6)에서 아메리칸 리그 1위를 하였다.
오클랜드 애슬레틱스를 상대로 2012년 아메리칸 리그 디비전 시리즈에서 벌랜더는 첫번째 경기를 시작하여 3 대 1의 결정을 이겼다. 시리즈의 결정적 5번째 경기에서 그는 타이거스가 6 대 0으로 우승하고 그해의 아메리칸 리그 챔피언십 시리즈로 진출하면서 4개의 안타를 허용한 완료 경기 완봉을 투구하였다. 자신의 아메리칸 리그 디비전 시리즈 출발 경기들의 각각에서 11명을 스트라이크아웃 시킨 벌랜더는 승자 모두의 포스트시즌 완봉에서 10개 이상의 스트라이크아웃을 기록하는 데 메이저 리그 베이스볼 역사상 첫 투수가 되었다. 시리즈에서 벌랜더의 22개 스트라이크아웃은 아메리칸 리그 디비전 시리즈를 위하여 기록을 세웠다.
벌랜더는 뉴욕 양키스를 상대로 3번째 경기에서 그해 아메리칸 리그 챔피언십 시리즈에서 단 하나의 출연을 이루었다. 그는 2 대 1의 우승을 얻어 에두아르도 누녜스에게 9번째 이닝에서 선두 홈런을 항복하기 전에 8번째 이닝을 통하여 2개의 안타에 양키스의 타자들에 득점을 주지 않았다. 아메리칸 리그 디비전 시리즈에서 첫 경기의 첫 이닝에서 하나의 득점, 아메리칸 리그 챔피언십 시리즈의 3번째 경기의 9번째 이닝에서 하나의 득점을 내준 벌랜더는 그 사이에 24개의 연속적 무득점 포스트시즌 이닝을 기록하였다.
그는 샌프란시스코 자이언츠를 상대로 2012년 월드 시리즈의 첫 경기를 투구하였고, 시리즈에서 타이거스가 휩쓸어지면서 결국적인 월드 시리즈의 MVP의 파블로 산도발에게 2개의 홈런을 내준 것을 포함하여 투구한 4개의 이닝에서 5개의 득점을 내주었다.
벌랜더는 아메리칸 리그 사이 영 상 경주에서 탬파베이 레이스의 데이비드 프라이스에게 밀려 2위를 하였다. 프라이스의 153 포인트에 벌랜더는 149 포인트를 수집하였다. 벌랜더는 프라이스와 동점으로 자신의 2번째 연속적 아메리칸 리그 스포팅 뉴스 올해의 투수 상을 수상하였다.

### 2013년
2013년 시즌에 대비하여 벌랜더와 타이거스는 만약 2019년 사이 영 상 투표에 톱 5에서 끝난다면 2020년을 위하여 2천 2백만 달러의 주식매수선택권과 함께 7년, 1억 8천만 달러 계약에 동의에 도달하였다. 이 계약은 그를 메이저 리그 베이스볼 역사상 최고로 봉급을 받는 투수로 만들었다.
미니애폴리스 타깃 필드에서 미네소타 트윈스를 상대로 벌랜더는 타이거스를 위하여 자신의 6번째 연속적 오프닝 데이 출발 경기를 이루어 4 대 2로 우승하였다. 5월 11일 인디언스를 상대로 벌랜더는 자신의 1,500번째 경력 스트라이크아웃을 기록하였다.
벌랜더는 2013년 아메리칸 리그 팀의 감독을 맡은 자신의 감독 짐 릴런드에 의하여 아메리칸 리그 올스타 팀을 위하여 예비 투수로서 선발되었다. 그것은 벌랜더의 6번째 올스타 선발이었으나 타이거스를 위하여 7월 14일 경기를 시작한 이유로 그는 7월 16일 올스타 경기를 위하여 무효할 것이라고 선언되었다. 올스타 브레이크로 들어간 벌랜더는 10 승 6 패의 기록, 125개의 스트라이크아웃과 3.50의 평균자책점을 가졌다.
벌랜더는 13 승 12 패의 기록, 3.46의 평균자책점과 217개의 스트라이크아웃과 함께 2013년 정규 시즌을 끝냈다. 그의 218과 3분의 1 투구 이닝은 그의 2008년 시즌 이래 최저 총수였다.
2013년 아메리칸 리그 디비전 시리즈의 2번째 경기에서 벌랜더는 7개의 완봉 이닝에서 11명의 애슬레틱스 타자들을 스트라이크아웃 시켰다. 벌래너는 9번째 이닝의 말기에서 타이거스가 경기를 1 대 0으로 패하면서 우승을 얻지 않았다. 같은 시리즈의 5번째 경기에서 벌랜더는 3 대 0의 승리에서 10개의 스트라이크아웃과 함께 8개의 완봉 이닝을 투구하였다. 우승은 타이거스를 3번째 연속적 해를 위하여 아메리칸 리그 챔피언십 시리즈로 보냈다. 벌랜더는 2번째 연속적 시즌을 위하여 아메리칸 리그 디비전 시리즈의 5번째 경기에서 애슬레틱스를 꺾어 제거 포스트시즌 경기에서 다수의 우승을 가지는 데 메이저 리그 역사상 4명의 선발투수들 중의 하나로 밥 깁슨, 크리스 카펜터와 맷 케인에게 가입하였다.
애슬레틱스를 상대로 포스트시즌에서 벌랜더는 30개의 연속적 무득점 이닝을 던져 한 팀을 상대로 투수를 위하여 메이저 리그 기록으로 1905년 ~ 1911년 필라델피아 애슬레틱스를 상대로 크리스티 매슈슨의 28개의 무득점 이닝을 능가하였다. 벌랜더는 10개 혹은 이상의 스트라이크아웃과 연속 포스트시즌 경기들에서 허용한 무득점과 함께 메이저 리그 역사상 2번째 투수로 1965년 월드 시리즈의 5번째와 7번째 경기에서 샌디 쿠팩스에게 가입하였다.
레드삭스를 상대로 아메리칸 리그 챔피언십 시리즈의 3번째 경기에서 벌랜더는 7번째에서 마이크 나폴리에게 솔로 홈런을 항복하기 전에 6과 3분의 1 무득점 이닝을 던졌다. 8개의 이닝에서 하나 만의 득점을 허용하고 10명의 타자들을 스트라이크아웃 시켰어도 벌랜더는 1 대 0의 결정을 패하였다. 그것은 10개 혹은 이상의 스트라이크아웃과 함께 벌랜더의 6번째 경력 포스트시즌 경기였고 메이저 리그 베이스볼 포스트시즌 역사상 아무 다른 투수보다 많았다.
결국적 월드 시리즈 챔피언 레드삭스는 6개의 아메리칸 리그 챔피언십 시리즈에서 타이거스를 물러나게 하였다. 2013년 포스트시즌에서 벌랜더는 23개의 포스트시즌 이닝에서 0.39의 평균자책점과 31개의 스트라이크아웃과 함께 1 승 1 패였다. 타이거스의 방어는 그의 3개의 출발 경기 중 2개에서 완봉되었다.

### 2014년
2014년 1월 9일 벌랜더는 자심 근육 수술을 받았다. 타이거스는 벌랜더가 그의 수술을 받은 후에 오프닝 데이를 아마 놓칠 것이라고 예산하였으나 그는 결국적으로 2월 훈련 캠프로 투들과 포수들이 보고했을 때 제 시간에 회복되었다. 3월 16일 타이거스의 감독 브래드 오스머스는 벌랜더가 3월 31일 자신의 7번째 연속적 오프닝 데이 출발 경기를 이룰 것이라고 공고하였다. 4월 12일 벌랜더는 샌디에이고 파드리스에 6 대 2의 우승이 있던 동안 자신의 메이저 리그 경력의 첫 2개의 안타를 얻었다.
벌랜더는 2014년의 상반기에 분투하였다. 그의 스트라이크아웃은 지난 5년 동안 9.2의 평균에 반대로 9개의 투구 이닝에 6.8로 내려갔다. 시즌의 상반기에서 그의 평균자책점과 WHIP도 또한 각각 4.71과 1.49로 올라갔다. 벌랜더는 2008년 이래 처음으로 올스타 팀으로 임명되지 않아 5개의 연속적 출연의 줄을 넘겼다.
8월 11일 파이리츠를 상대로 경기에서 벌랜더는 하나 만의 이닝에서 4개의 안타에 5개의 득점을 허용하였다. 자신의 경력의 자신의 가장 짧은 아웃팅에서 쓰라린 오른쪽 어깨와 함께 경기를 떠났다. 그의 이전 가장 짧은 아웃팅은 2008년 1과 3분의 1 이닝이었다. 벌랜더는 다음 출발 경기를 놓쳐 자신의 경력에서 일어난 처음이었다.
벌랜더는 2014년의 하반기에 다소 나아졌다. 그의 시즌 평균자책점과 WHIP은 각각 4.54와 1,398로 내려갔다. 그는 15 승 12 패의 기록과 함께 자신의 최종 3개의 결정들을 이겼고, 타이거스는 그의 마지막 8개의 출발 경기들의 6개에서 경기를 우승하였다. 벌랜더의 스트라이크아웃 비율은 낮게 남아있었지만 그가 159개의 스트라이크아웃과 6.9 K/9 투구 비율과 끝내 둘다 그의 2006년 루키 시즌 이래 가장 낮았다. 그는 2018년 자신이 2014년 시즌 동안 자심 근육 수술로부터 완전히 회복되지 않은 것을 밝혀 자신의 경력 표준들에 생산 열등으로 공헌하였다.

### 2015년
벌랜더는 오른쪽 위팔세갈래근이 삔 이유로 장애자 명단에 2015년 시즌을 시작하여 타이거스를 위하여 7번째 연속적 오프닝 데이 출발 경기들의 자신의 연속을 끝냈다. 이 것은 298개의 경력 출발 경기와 1,978개의 투구 이닝에 이어 그의 메이저 리그 경력에서 벌랜더가 장애자 명단에 놓인 것에 처음이었다. 벌랜더는 정규 시즌에 32,535개의 투구와 포스트시즌에 1,688개의 투구와 함께 2006년 자신의 루키 시즌 이래 아무 다른 투수보다 더 많은 투구를 던졌다.
5월 31일 벌랜더는 재활 임무를 위하여 트리플 A 털리도 머드헨스로 보내졌다. 그 일은 머드헨스를 위하여 처음이자 마지막으로 그의 투구였으며 2995년 더블 A에서 메이저 리그로 똑바로 갔다. 그는 79개의 투구, 스트라이크들을 위하여 59개를 던져 2와 3분의 2 이닝에서 6개의 안타와 2개의 볼넷을 허용하였다. 그는 6월 6일 자신의 2번째 재활 임무에 나아져 5와 3분의 2 이닝에 지속되어 93개 (스트라이크를 위하여 69개)의 투구를 던졌다. 그는 9명의 타자들을 스트라이크아웃 시킨 동안 무볼넷과 4개의 안타에 없이 하나 만의 매기지 않은 득점을 내주었다. 벌랜더는 인디언스를 상대로 6월 13일 타이거스와 자신의 시즌 데뷔를 이루었다. 그는 5개의 이닝을 투구하여 2명을 스트라이크아웃 시킨 동안 3개의 안타와 2개의 볼넷에 2개의 득점을 내주었다. 그는 3 대 2의 선두와 경기를 떠났으나 인디언스가 경기를 우승하는 데 타이거스의 불펜을 상대로 돌아오면서 무결정을 얻었다. 6월 19일 자신의 다음 출발 경기에서 벌랜더는 알렉스 로드리게스의 3,000번째 경력 안타, 홈런을 내주었다.
8월 26일 벌랜더는 9번째 이닝에서 첫 타자 크리스 이아네타에 2루타를 허용하기 전에 자신의 3번째 경력 노히트 노련의 3개의 아웃 안에 왔다. 그는 에인절스에 5 대 0의 승리에서 하나의 안타, 2개의 볼넷과 9개의 스트라이크아웃과 함께 경기를 끝냈다. 이것은 그의 7번째 경력 완료 경기 완봉과 2번째 경력 완료 경기 1타자였다. 벌랜더는 20개의 출발 경기에서 5 승 8 패의 기록과 함께 2015년을 끝냈으나 그의 다른 통계들은 이전 시즌에 숙고적으로 향상이었다. 그는 3.38의 평균자책점과 1.088 WHIP을 가졌다. 그의 스트라이크아웃 비율이 7.6으로 다시 올라간 동안 볼넷 비율은 2.2로 떨어졌다.

### 2016년 - 사이 영 상 준우승, 아메리칸 리그 스트라이크아웃의 지도 선수과 2,000개의 경력 스트라이크아웃

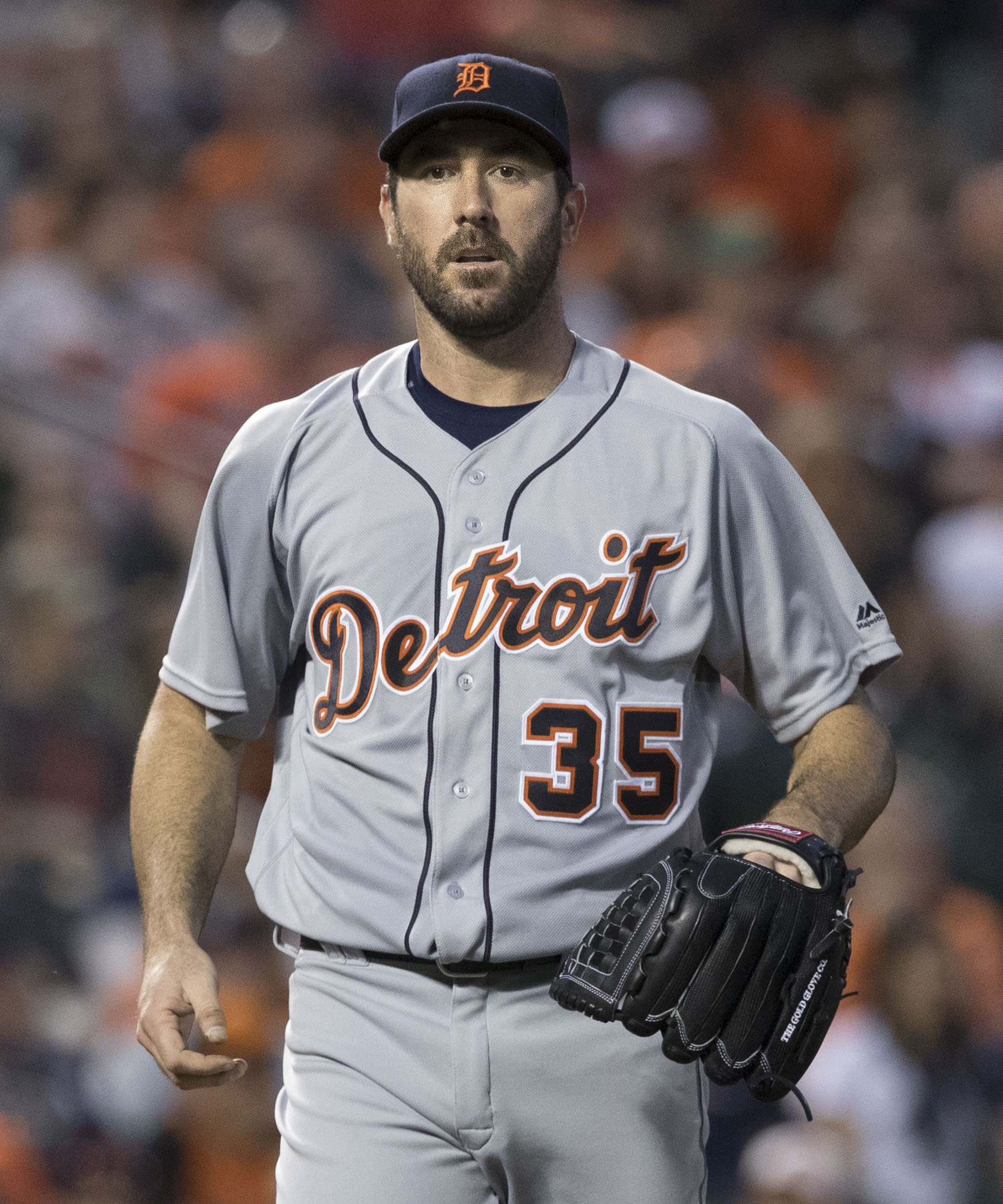
캠던 야즈 오리올 파크에서 (2016년)

5월 8일 벌랜드는 자신의 타이거스 경력에서 자신의 1,981번째 스트라이크아웃을 기록하여 사상 타이거스의 스트라이크아웃 지도 선수 명단에 2위를 위하여 잭 모리스를 통과하였다. 그는 타이거스의 선수로서 2,679개의 스트라이크아웃을 가진 미키 롤리치 만을 추적한다. 5월 18일 벌랜드는 자신의 2,000번째 경력 스트라이크아웃을 위하여 트윈스의 에디 로사리오를 삼진시켜 롤리치에 이어 이정표를 도달하는 데 2번째 만의 타이거스 투수가 되었다. 벌랜더는 117과 3분의 1 이닝에서 8 대 6 승의 기록, 4.07의 평균자책점, 1.13의 WHIP과 120개의 스트라이크아웃과 함께 2016년 올스타 브레이크로 들어갔다.
벌랜더는 7월을 위하여 이달의 위한 아메리칸 리그 투수로 임명되었다. 그는 6개의 7월 출발 경기들에서 1.69의 평균자책점과 함께 4 승 0 패로 상대 타자들을 .171의 평균으로 보유하고 42와 3분의 2 이닝에서 48명의 타자들을 스트라이크아웃 시켰다. 아메리칸 리그에서 자격을 얻은 출발 선수들 중에 벌랜더는 스트라이크아웃에서 1위, 투구 이닝에서 1위로 동점, 평균자책점에서 3위와 우승에서 3위를 위한 동점으로 7월을 끝냈다. 벌랜더는 자신의 42와 3분의 2의 7월 이닝에서 겨우 26개의 안타를 허용하였다. 9월 27일 벌랜더는 자신이 10개 혹은 이상의 스트라이크아웃을 합계한 이 시즌에 경력 사상 8개의 경기를 그에게 주는 데 12명의 인디언스 타자들을 스트라이크아웃 시켰다. 2016년 올스타 브레이크 후에 메이저 리그에서 벌랜더는 최고 출발 선수들 중에 있었다. 7월 15일부터 벌랜더는 8 승 3 패의 기록, 1.96의 평균자책점, 0.86의 WHIP과 110과 3분의 1 이닝에서 134개의 스트라이크아웃을 수집하였다. 자신의 3개의 패배에서 타이거스는 총 2개의 득점을 매겼다.
벌랜더는 자신의 경력에서 4번째로 아메리칸 리그를 이끄는 데 254개의 스트라이크아웃을 기록한 동안 16 승 9 패 기록과 함께 2016년 시즌을 끝냈다. 그는 또한 1.00의 WHIP와 아메리칸 리그에서 1위를 하였고, 그의 3.94의 평균자책점은 2위를 하였다. 그의 9개의 투구 이닝에 10.0의 스트라이크아웃 비율은 그의 경력에서 2번째로 최고였으며 2009년에 세운 10.1/9의 비율 만을 따라갔다. 그의 삼진 볼넷은 시즌을 위하여 경력 최고였으며 타이거스 기록으로 1968년 타이거스 시즌에서 대니 매클레인에 의하여 세워진 4.44 마크를 능가하였다. 33세의 나이를 먹은 후, 한 시즌에 250명 혹은 이상의 타자들을 스트라이크아웃 시키는 데 여사상 3명 만의 아메리칸 리그 투수들로서 벌랜더는 놀런 라이언과 로저 클레멘스에 가입하였다. 벌랜더의 26개의 품질 시작은 아메리칸 리그 지도를 위하여 동점이 매겨졌다. 그는 아무 다른 메이저 리그 투수보다 더 많은 3,668개의 투구를 던졌다.
시즌에 이어 벌랜더는 R. A. 디키와 댈러스 카이클과 더불어 투수에서 골드 글러브 상 최종 결승자로서 임명되었다. 벌랜더의 5개의 수비 스탯은 그의 29개의 보살로서 아메리칸 리그 투수들 중에 4번째로 그를 동점 매겼다. 그의 6.61의 대체 선수 대비 승리 기여도는 전부의 아메리칸 리그 투수들을 이끌었다. 벌랜더는 미국야구기자협회의 디트로이트 지점에 의하여 수상되었음은 물론 자신의 3번째 "올해의 타이거스 선수" 상을 수상하였다.
시즌에 이어 벌랜더는 미국야구기자협회에 의하여 코리 클루버와 전 동료 선수 릭 포셀로와 더불어 아메리칸 리그 사이 영 상을 위한 최종 결승자로서 선언되었다. 벌랜더는 역사상 2번째로 가장 가까운 투표였던 132 대 137로 5 포인트 앞서 포셀로에게 패하여 사이 영 상 투표에서 2위를 하였다. 벌랜더는 포셀로의 8개의 1위 투표에 14개의 1위 투표를 받았으나 2개의 비밀 투표들에 중단되었다. 그 일은 투수가 가장 1위의 투표들을 받는 것 없이 사이 영 상을 수상하는 데 역사상 3번째이자 아메리칸 리그에서 첫번째였다.

### 2017년
2017년 4월 4일 화이트삭스에 우승에서 벌랜더는 10개와 함께 오프닝 데이에 가장 많은 스트라이크아웃을 위하여 프랜차이즈 기록을 동점매겨 1970년 미키 롤리치 이래 그렇게 하는 데 첫 타이거스 선수가 되었다. 인터리그 활약에 자신의 51번째 본루 출연에서 벌랜더는 타이거스 선수로서 마지막 경기이기도 했던 콜로라도 로키스를 상대로 8월 30일 경기에서 자신의 첫 경력 타점을 기록하였다.

## 휴스턴 애스트로스

### 2017년의 나머지 - 아메리칸 리그 챔피언십 시리즈 MVP, 월드 시리즈 우승
8월 31일 공개 이적 최종 기한이 있기 몇초 전에 타이거스는 전망들 프랭클린 페레스, 제이크 로저스와 대즈 캐머런을 위하여 벌랜더를 휴스턴 애스트로스로 보냈다. 벌랜더는 9월 5일 시애틀 매리너스를 상대로 자신의 애스트로스 데뷔를 우승하여 하나의 득점을 내주고 6개의 이닝에 7명을 스트라이크아웃 시켰다. 그는 9월 17일 애스트로스를 위하여 아메리칸 리그 서부 디비전을 움켜잡는 경기를 시작하고 우승하여 하나의 득점을 허용하고 7개의 이닝에 10명의 매리너스 타자들을 스트라이크아웃 시켰다. 그는 애스트로스와 자신의 정규 시즌 출발 경기들의 5개를 전부 우승하여 그 경기들에서 1.06의 평균자책점과 0.65의 WHIP을 세웠다. 10월 1일 일요일 벌랜더의 최종적으로 예정된 출발 경기를 애스트로스가 넘어가기로 선택하여 그를 아메리칸 리그 디비전 시리즈의 첫 경기를 시작하도록 하였다. 그러므로 벌랜더는 15 승 8 패의 기록, 3.36의 평균자책점, 1.175의 WHIP와 206개의 이닝에서 219개의 스트라이크아웃과 함께 2017년 정규 시즌을 끝냈다. 그는 3,531개의 투구를 던져 2번째 연속적 해를 위하여 아무 다른 메이저 리그 투수보다 많았다.
몇몇의 부상 수수께끼 시즌들 후에 많은이들은 가장 많은 팬들이 익숙해진 패스트볼 속도를 잃었다고 믿었다. 하지만 속도는 2014년 그의 평균 (91.2)보다 한 시간에 4 마일 더 빠르게, 그리고 2015년 그의 평균 (92.3)보다 3 MPH 빠르게 그의 2017년 캠페인에서 95.3의 평균으로 다시 올라갔다. 그는 또한 2013년 캠페인 이래 처음으로 2017년 스피드 건에 3루타를 쳤다.
벌랜더는 레드삭스에 애스트로스의 3 경기에 1로 아메리칸 리그 디비전 시리즈에서 2개의 경기를 우승하였다. 그는 첫번째 경기를 시작하고 우승하였고, 우승을 움켜잡은 4번째 경기에서 구원의 2와 3분의 2 이닝과 함께 2번째 우승을 거두었다. 10월 14일 그는 양키스를 상대로 아메리칸 리그 챔피언십 시리즈의 2번째 경기를 시작하여 13개의 스트라이크아웃을 던져 2 대 1의 완료 경기 승리를 거두었다. 애스트로스는 2루수 호세 알투베를 본루로 몰은 유격수 카를로스 코레아에 의하여 9번째 이닝 끝내기 2루타에 경기를 우승하였다. 아메리칸 리그 챔피언십 시리즈의 6번째 경기에서 애스트로스가 배제를 향하면서 벌랜더는 양키스에 7 대 1의 승리에서 7개의 완봉 이닝을 투구하였다. 7번째 경기에서 애스트로스는 양키스를 꺾으로 가 프랜차이즈 역사상 2번째로 자신들을 월드 시리즈로 진출하는 데 허용하였다. 아메리칸 리그 챔피언십 시리즈가 열린 동안 벌랜더는 0.56의 평균자책점과 투구한 16개의 이닝에서 21개의 스트라이크아웃과 함께 2 승 0 패로 갔다. 자신의 뛰어난 상연에 이어 그는 아메리칸 리그 챔피언십 시리즈 MVP로 임명되었다.
월드 시리즈에서 자신이 참가한 3번째로 로스앤젤레스 다저스를 상대로 2017년 월드 시리즈의 2번째 경기에서 벌랜더는 무결정을 받았다. 그는 6개의 이닝에서 2개 만의 안타를 허용하였으나 그 안타들은 둘다 홈런이었고, 그는 애스트로스가 3 대 1로 추적하면서 경기를 떠났다. 애스트로스는 결국적으로 11개의 이닝에서 경기를 7 대 6으로 우승하였다. 6번째 경기에서 시리즈를 움켜잡는 기회와 함께 벌랜더는 6개의 이닝에서 9명의 타자들을 스트라이크아웃 시킨 동안 3개의 안타와 2개의 득점을 내주었으나 3 대 1의 결승전 패배와 함께 터치아웃 되었다. 그것은 포스트시즌에서 시리즈를 움켜잡는 경기를 우승하는 데 벌랜더가 실패했던 그의 경력에서 처음이었고, 그의 3개의 이전 기회들에서 3 대 0으로 갔다. 그것은 또한 애스트로스의 일원으로서 그의 첫 패배였다. 다음날 밤 7번째 경기에서 애스트로스는 다저스를 꺾어 벌랜더에게 그의 첫 월드 시리즈 챔피언십을 주었다.
2017년 포스트시즌을 위하여 벌랜더는 6개의 출연과 5개의 출발 경기를 이루어 4 승 1 패의 기록과 명예를 얻고, 2.21의 평균자책점, .177의 타구 평균, 8개의 볼넷과 36과 3분의 2 이닝에서 38개의 스트라이크아웃을 얻었다. 호세 알투베와 더불어 벌랜더는 또한 2017년 포스트시즌의 합동 MVP로서 베이브 루스상의 수상자로 임명되었다.

### 2018년 - 200개의 경력 우승, 2,500개의 스트라이크아웃, 사이 영 상 준우승
2018년 3월 5일 벌랜더는 애스트로스를 위하여 오프닝 데이의 출발 선수로 임명되었다. 이 것은 그의 10번째 경력 오프닝 데이 출발 경기이자 애스트로스와 처음이었다. 그는 3월 29일 텍사스 레인저스의 콜 해멀스를 상대로 시작하여 우승하여 6개의 완봉 이닝을 투구하고 5명을 스트라이크아웃 시켰다.
이전 시즌들과 달리 벌랜더는 2018년을 능숙하게 시작하여 메이저 리그에서 가장 지배적으로서 시즌을 시작한 애스트로스의 회전을 이끌었다. 4월 벌랜더는 40개의 이닝에 1.36의 평균자책점과 48개의 스트라이크아웃과 함께 4 승 0 패로 갔다. 4월 17일 그는 이번 주의 아메리칸 리그 선수로 임며오디었고, 그 주에 2개의 출발 경기에 15개의 이닝에서 그는 20명을 스트라이크아웃 시키고 .100의 상대의 타구 평균을 허용하였다.
5월 1일 벌랜더는 14명의 양키스 선수들을 스트라이크아웃 시켜 애스트로스에서 8개의 완봉 이닝에 자신의 경력 사상을 동점 매겼다. 5월 16일 벌랜더는 자신의 8번째 경력 완봉과 24번째 완료 경기를 위하여 에인절스를 상대로 완료 경기 완봉을 던졌다. 그는 자신의 2,500번째 경력 스트라이크아웃을 위하여 9번째 이닝의 정상에서 오타니 쇼헤이를 스트라이크아웃 시켜 그 이정표에 도달하는 데 메이저 리그 역사상 33번째 투수가 되었다. 그는 스트라이크아웃에서 활동적인 지도력 선수들 중에 CC 사바시아의 뒤로 2위였다.
2018년 시즌으로 들거가 12개의 경기에서 벌랜더는 17개의 다른 분야들에서 아메리칸 리그를 이끌었으며 대부분 두드러지게 평균자책점 (1.11), 우승 (7), 투구 이닝 (81.1), 대체 선수 대비 승리 기여도 (3.3), WHIP (0.713)과 타구 평균 (.153)이다. 벌랜더는 5월을 위하여 이달의 아메리칸 리그 투수로 임명되어 자신의 그런 5번째 상이었다. 6개의 출발 경기에서 그는 0.86의 평균자책점과 .437의 OPS를 생산하여 41과 3분의 2 이닝에서 50명을 스트라이크아웃 시킨 동안 9개의 장타를 허용하였다. 그는 양키스를 지배하면서 한달을 시작하고 끝냈으며 20개의 스트라이크아웃과 14와 3분의 2 이닝에서 허용된 하나 만의 득점과 함께 .800에 OPS와 함께 야구에서 단 하나의 정렬이었다.
7월 8일 벌랜더는 자신의 7번째 올스타 경기로 임명되어 애스트로스와 함께 그의 처음이었다. 하지만 벌랜더는 올스타 경기가 열리기 전 일요일에 출발이 예정 잡혀 경기에서 투구하지 않았다.
8월 19일 벌랜더는 6명의 스트라이크아웃 시킨 5와 3분의 1 이닝으로 가 애슬레틱스에 결정적인 9 대 4의 승리에서 4개의 득점을 내주었다. 우승은 벌랜더의 200번째 경력 우승이었고 그 이정표에 도달하는 데 114번째 투수가 되었으며 412개 혹은 이하의 출발 경기에서 그렇게 하는 데 메이저 리그 역사상 20번째 투수가 되었다.
9월 10일 이적된 이래 디트로이트에서 자신의 첫 출발 경기에서 벌랜더는 투구한 7개의 이닝에서 6개의 안타에 2개의 득점을 허용한 동안 우승을 얻었다. 그는 19명의 타이거스 타자들을 스트라이크아웃 시켜 이 시즌에 그에게 258개의 스트라이크아웃을 주었다. 벌랜더와 게릿 콜은 2002년 커트 실링과 랜디 존슨 이래 같은 시즌에 최소한 250명의 타자들을 스트라이크아웃 시키는 데 첫 동료 선수들이 되었다. 벌랜더넌 자신의 아웃팅 동안 많은 기립 박수가 주어졌고, 코메리카 파크는 타이거스의 선수로서 그의 13개 시즌의 하이라이트를 보인 추모 비디오를 재생하였다. 벌랜더는 9월 16일 다이아몬드백스에 5 대 4의 승리에서 11개의 스트라이크아웃 상연과 함께 시즌에서 경력 사상 269개의 스트라이크아웃을 동점 매겼다. 벌랜더는 즉시 9월 22일 에인절스에 10 대 5의 승리에서 다음 경기에 새로운 경력 사상 기록을 세웠다. 벌랜더는 하나 만의 안타를 내준 동안 6개의 이닝에서 11명을 스트라이크아웃 시켜 자신의 경력 사상 1,069개의 스트라이크아웃을 뻗었다. 벌랜더는 또한 시즌에서 자신들의 출발 선수들을 위하여 자신들의 1,069번째 스트라이크아웃과 함께 애스트로스를 위한 메이저 리그 신기록을 세워 2017년 인디언스에 의하여 세워진 기록을 깼다.
벌랜더는 214개의 투구한 이닝에서 16 승 9 패의 기록과 함께 2018년 시즌을 끝냈고, 경력 사상 290개의 스트라이크아웃과 함께 2.52의 평균자책점을 세웠다. 그는 자신의 아메리칸 리그 MVP와 사이 영 상을 수상한 2011년 이래 가장 낮은 평균자책점을 세웠고 자신의 경력에서 5번째로 스트라이크아웃에서 아메리칸 리그를 이끌었다. 벌랜더는 또한 0.902의 WHIP와 7.84이 삼진 볼넷과 함께 메이저 리그를 이끌기도 하였다. 그의 9에 1.6 투구 이닝 비율은 그이 경력에서 가장 낮았다. 그는 메이저 리그 투수들 중에 51.4%의 가장 높은 플라이볼의 퍼센티지를 가졌다. 그는 자신이 10명 이상의 타자들을 스트라이크아웃 시킨 4개의 연속적 경기와 함께 시즌을 끝내 자신에게 두자리 수의 스트라이크아웃과 함께 이 시즌의 경력 사상의 13개의 경기를 주었다.
인디언스를 상대로 아메리칸 리그 디비전 시리즈의 첫 경기에서 벌랜더는 우승을 얻어 5와 3분의 1 이닝에서 2개의 득점을 허용하고 7명을 스트라이크아웃 시켰다. 애슽트로스는 인디언스를 휩쓴 3개의 경기를 얻고 아메리칸 리그 챔피언십 시리즈에서 레드삭스를 향하러 나갔다. 벌랜더는 펜웨이 파크에서 아메리칸 리그 챔피언십 시리즈의 첫 경기를 시작하여 우승하였으며 투구한 6개의 이닝에서 2개의 득점과 2개의 안타를 허용하였다. 벌랜더는 자신의 팀이 3개의 경기에서 하나로 내려가면서 5번째 경기를 패하여 6개의 이닝에서 4개의 득점을 항복하였다. 그 것은 그가 포스트시즌의 제거 경기를 패한 그의 경력에서 처음이었다.
2018년 아메리칸 리그 사이 영 상 투표가 11월 14일에 공고되어 벌랜더는 15 포인트 차이로 레이스의 블레이크 스넬에 밀려 2위를 하였다. 벌랜더는 스넬의 17개의 투표에 13개의 1위 투표를 받았다. 이 일은 벌랜더의 3번째 사이 영 상 준우승이었고, 톱 5에서 끝내는 데 6번째였다.

### 2019년 - 3번째 노히트 노런, 3,000개의 스트라이크아웃, 2번째 사이 영 상
2019년 3월 24일 벌랜더와 애스트로스는 2021년 시즌을 통하여 팀과 벌랜더를 간직하는 데 2년, 6천 6백만 달러 연장 계약에 동의하였다. 벌랜더는 3월 28일 자신의 11번째 경력 오프닝 데이 출발 경기를 이루어 군림하는 사이 영 상 수상자 블레이크 스넬과 탬파베이 레이스를 상대로 5 대 1의 승리를 얻었다.
6월 1일 벌랜더는 애슬레틱스에 5 대 1의 우승에서 8개의 스트라이크아웃과 함께 하나의 득점 볼과 함께 8번째 이닝을 투구하였다. 그렇게 하면서 벌랜더는 사상 메이저 리그 베이스볼 스트라이크아웃 명단에 사이 영을 통과하였고, 2,809개의 스트라이크아웃과 함께 밤을 끝냈다. 그는 사상 스트라이크아웃 명단에 톱 20으로 들어가는 데 화이트삭스를 상대로 자신의 3음 아웃팅에서 7명을 스트라이크아웃 시켜 마이크 무시나의 총 2,813개를 앞섰다.
6월 12일 브루어스를 상대로 경기에서 벌랜더는 겨우 7개의 이닝에서 경력 사상 15명의 타자들을 스트라이크아웃 시켰으나 엑스트라 이닝에서 애스트로스가 경기를 패하면서 무결정을 얻었다. 6월 18일 벌랜더는 사상 스트라이크아웃 명단에 19위를 위하여 롤리치를 통과하는 데 8명의 신시내티 레즈 타자들을 스트라이크아웃 시켰다.
벌랜더는 자신의 경력에서 8번째로 아메리칸 리그 올스타 팀으로 임명되었다. 선발 당시 벌랜드는 10 승 3 패의 기록, 2.86의 평균자책점, 147개의 스트라이크아웃과 메이저 리그 베이스볼을 이끄는 0.794의 WHIP을 가졌다. 7월 9일 자신의 경력에서 벌랜더는 2번째로 올스타 경기를 위하여 출발 투수로서 선발되었다. 그는 하나의 이닝을 투구하고, 자신이 향한 전부의 타자들을 은퇴시켜 그중 2명은 스트라이크아웃 되었다.
7월 30일 벌랜더는 클리블랜드에서 인디언스에 2 대 0의 승리에 2개의 안타 볼의 7개 이닝에 13명의 타자들을 스트라이크아웃 시켰다. 우승은 2014년 6월 21일 이래 클리블랜드에서 그의 첫 우승이었고, 그의 마지막 4개의 출발 경기에서 그의 4연속 우승이었다. 그는 또한 겨익에서 2,900개의 경력 스트라이크아웃을 능가하여 2,902개에 자신의 밤을 끝냈다.
8월 4일 벌랜더는 매리너스를 상대로 3 대 1의 우승에서 6개의 이닝에 10명의 타자를 스트라이크아웃 시켰다. 10-K 상연과 함께 벌랜더는 자신의 경력에서 9번째로 시즌에서 200개의 스트라이크아웃을 능가하였다. 그는 200개 이상의 스트라이크아웃의 9개 혹은 이상의 시즌과 함께 투수들 만으로서 놀런 라이언, 랜디 존슨, 로저 클레멘스, 톰 시버, 페드로 마르티네스와 밥 깁슨에게 가입하였다. 클레멘스를 제외하고 전부 미국 야구 명예의 전당에 있다.
8월 16일 벌랜더는 애슬레틱스를 상대로 7개의 이닝에 11명의 타자를 스트라이크아웃 시켰다. 그것은 10개 이상의 스트라이크아웃과 함께 그의 6번째 연속적 출발 경기로 애스트로스 프랜차이즈 기록을 세우고 2017년 맥스 슈어저와 크리스 세일 이래 성취를 달성하는 데 첫 투수가 되었다. 8월 11일 볼티모어 오리올스를 상대로 자신의 이전 출발 경기와 합친 벌랜더는 이제 자신의 경력에서 투구한 이닝보다 더 많은 스트라이크아웃을 가졌다.
8월 21일 9개의 이닝에 솔로 홈런이 된 무볼넷과 2개만의 안타를 허용하였음에 불구하고 벌랜더는 타이거스에게 2 대 1로 패하였다. 그는 본루에 주자와 함께 여태까지 던진 투구 없이 완료 경기 패배를 투구한 것으로 무시나 (1998년)가 알려진 것보다 단 하나의 투수이다. 벌랜더는 또한 경기에서 11개의 스트라이크아웃을 가져 자신이 두 자리의 스트라이크아웃을 기록한 7번째 연속적 경기였다.
9월 1일 블루제이스를 상대로 경기에서 벌랜더는 자신의 3번째 경력 노히트 노런을 던졌다. 벌랜더는 첫 이닝에서 한명의 주자 케이번 비지오에게 볼넷을 허용하였고, 14명의 타자를 스트라이크아웃 시켰다. 애스트로스의 단 하나의 득점은 9번째 이닝의 정상에서 에이브러햄 토로에 의하여 2점 홈런에 왔다. 이것은 블루제이스를 상대로 벌랜더의 2번째 경력 노히트 노런으로 그를 2번이나 같은 팀에 노히트 노런으로 근대의 3번째 투수 만으로 만들었고 같은 팀을 상대로 둘다의 노히트 노런을 투구하는 데 처음이었다.
9월 28일 2019년 정규 시즌의 그의 최종 출발 경기에서 벌랜더는 자신의 3,000번째 경력 스트라이크아웃을 위하여 에인절스를 상대로 4번째 이닝의 말기에서 콜 컬훈을 스트라이크아웃 시켜 3,000명의 타자들을 스트라이크아웃 시키는 데 역사상 18번째 타자가 되었다. 그러고나서 벌랜더는 경력 사상 신기록인 시즌의 자신의 300번째 스트라이크아웃을 위하여 6번째 이닝의 말기에 다시 컬훈을 스트라이크아웃 시키려고 하였다. 동료 선수 게릿 콜과 더불어 벌랜더는 다이아몬드백스를 위하여 랜디 존슨과 커트 실링이 2002년 업적을 달성한 이래 같은 시즌에 300명 이상의 타자들을 스트라이크아웃 시키는 데 출발 투수들의 첫 쌍이 되었다.
벌랜더는 223개의 투구한 이닝에서 300개의 스트라이크아웃과 2.58의 평균자책점과 함께 21 승 6 패와 2019년 시즌을 끝냈다. 그는 자신의 경력에서 투구한 이닝과 4번째로 시작한 경기들에서 메이저 리그 베이스볼 1위를 하였고, 자신의 경력에서 3번째로 우승에서 1위와 자신의 경력에서 3번째로 WHIP에서 1위를 하였다. 그의 0.803의 WHIP은 2000년 페드로 마르티네스가 0.737 WHIP을 세운 이래 메이저 리그 시즌에서 가장 낮았다. 벌랜더는 또한 7.14의 삼진 볼넷과 함께 아메리칸 리그를 이끌었다. 그는 또한 투수들을 위한 대체 선수 대비 승리 기여도 (7.8)와 9개의 이닝에 가장 낮은 안타 (5.529)에서 메이저 리그 베이스볼 1위를 하였다. 그를 상대로 타자들은 .171 점을 쳐 메이저 리그에서 가장 낮은 타구 평균이었고 출루율에 남겨진 그의 88.4 퍼센트는 메이저 리그에서 최고였다. 그는 경력 사상 36개의 홈런이 허용되는 데 공헌한 전부 메이저 리그 투수들 (45.2 퍼센트)의 최고 플라이 볼 퍼센티지를 허용하였다.
2019년 월드 시리즈의 2번째 경기의 2번째 이닝의 정상이 열린 동안 벌랜더는 메이저 리그 신기록을 세운 자신의 경력의 200번째 포스트시즌 스트라이크아웃을 기록하여 존 스몰츠에 의하여 세워진 199개의 기록을 능가하였다. 그는 워싱턴 내셔널스에게 12 대 3의 패배에서 6개의 스트라이크아웃, 7개의 안타와 6개의 이닝에서 매긴 4개의 득점과 함께 경기를 끝냈다. 패배와 함께 그는 자신의 첫 5개의 월드 시리즈 결정을 패하는 데 메이저 리그 역사상 첫 투수가 되었다.
11월 12일 벌랜더는 자신의 2번째 사이 영 상을 수상하여 171 포인트와 정상의 동료 선수 게릿 콜에 30개의 1위 투표 중에 17개를 받았다. 그 일은 또한 애스트로스를 위하여 활약한 동안 그가 받은 첫 상이었다.

### 2020년
2020년 3월 17일 벌랜더는 회복하는 데 6주를 요구한 그의 오른쪽 서혜부에 수술을 받았다. 동시 경에 시즌은 코로나 바이러스에 의하여 연기되었다.

## 뉴욕 메츠

### 2022년
2022년 시즌 후 FA 자격을 취득하였고 12월 6일에 뉴욕 메츠와 2년 8600만 달러의 계약을 체결하였다.

## 투구 스타일
벌랜더는 총 4개의 구종을 구사할 줄 아는데 95 마일에 육박하는 묵직한 포심 속구, 80 마일 초중반의 고속 슬라이더, 78~81 마일의 커브, 그리고 85 마일 가량의 서클 체인지업을 구사한다. 그는 슬라이더를 주로 우타자를 상대로 사용하고, 좌타자를 상대할 때는 체인지업을 사용한다.
그는 자주 2 스트라이크 이후 커브를 구사한다. 그는 패스트볼의 구속을 자유자재로 바꾸면서 타자의 타이밍을 뺏는 것에 능한데 이는 그가 많은 이닝을 소화하는 이유가 되기도 한다.
그는 평균 초구 구속은 94.7 마일, 2 스트라이크 이후에는 97 마일을 찍는다. 이는 타자에게 삼진을 뺏어내는데 아주 효과적이라 할 수 있다.

## 연도별 투수 성적
| 연 도           | 소 속           | 나 이           | 승 리 | 패 전 | 승 률 | 평 자 책 | 출 장 | 선 발 | 완 투 | 완 봉 | 세 이 브 | 홀 드 | 이 닝  | 피 안 타 | 피 홈 런 | 볼 넷 | 고 4 | 탈 삼 진 | 몸 맞 | 보 크 | 폭 투 | 실 점 | 자 책 | 타 자 수 | W H I P |
| --------------- | --------------- | --------------- | ----- | ----- | ----- | -------- | ----- | ----- | ----- | ----- | -------- | ----- | ------ | -------- | -------- | ----- | ---- | -------- | ----- | ----- | ----- | ----- | ----- | -------- | ------- |
| 2005            | DET             | 22              | 0     | 2     | .000  | 7.15     | 2     | 2     | 0     | 0     | 0        | 0     | 11.1   | 15       | 1        | 5     | 0    | 7        | 1     | 0     | 1     | 9     | 9     | 54       | 1.77    |
| 2006            | DET             | 23              | 17    | 9     | .654  | 3.63     | 30    | 30    | 1     | 1     | 0        | 0     | 186.0  | 187      | 21       | 60    | 1    | 124      | 6     | 1     | 5     | 78    | 75    | 776      | 1.33    |
| 2007            | DET             | 24              | 18    | 6     | .750  | 3.66     | 32    | 32    | 1     | 1     | 0        | 0     | 201.2  | 181      | 20       | 67    | 3    | 183      | 19    | 2     | 17    | 88    | 82    | 866      | 1.23    |
| 2008            | DET             | 25              | 11    | 17    | .393  | 4.84     | 33    | 33    | 1     | 0     | 0        | 0     | 201.0  | 195      | 18       | 87    | 8    | 163      | 14    | 3     | 6     | 119   | 108   | 880      | 1.40    |
| 2009            | DET             | 26              | 19    | 9     | .679  | 3.45     | 35    | 35    | 3     | 1     | 0        | 0     | 240.0  | 219      | 20       | 63    | 5    | 269      | 6     | 4     | 8     | 99    | 92    | 982      | 1.18    |
| 2010            | DET             | 27              | 18    | 9     | .667  | 3.37     | 33    | 33    | 4     | 0     | 0        | 0     | 224.1  | 190      | 14       | 71    | 0    | 219      | 6     | 2     | 11    | 89    | 84    | 925      | 1.16    |
| 2011            | DET             | 28              | 24    | 5     | .828  | 2.40     | 34    | 34    | 4     | 2     | 0        | 0     | 251.0  | 174      | 24       | 57    | 0    | 250      | 3     | 2     | 7     | 73    | 67    | 969      | 0.92    |
| 2012            | DET             | 29              | 17    | 8     | .680  | 2.64     | 33    | 33    | 6     | 1     | 0        | 0     | 238.1  | 192      | 19       | 60    | 2    | 239      | 5     | 1     | 2     | 81    | 70    | 956      | 1.06    |
| 2013            | DET             | 30              | 13    | 12    | .520  | 3.46     | 34    | 34    | 0     | 0     | 0        | 0     | 218.1  | 212      | 19       | 75    | 1    | 217      | 4     | 1     | 3     | 94    | 84    | 925      | 1.32    |
| 2014            | DET             | 31              | 15    | 12    | .556  | 4.54     | 32    | 32    | 0     | 0     | 0        | 0     | 206.0  | 223      | 18       | 65    | 1    | 159      | 5     | 1     | 5     | 114   | 104   | 893      | 1.40    |
| 2015            | DET             | 32              | 5     | 8     | .385  | 3.38     | 20    | 20    | 1     | 1     | 0        | 0     | 133.1  | 113      | 13       | 32    | 1    | 113      | 3     | 0     | 2     | 56    | 50    | 535      | 1.09    |
| 2016            | DET             | 33              | 16    | 9     | .640  | 3.04     | 34    | 34    | 2     | 0     | 0        | 0     | 227.2  | 171      | 30       | 57    | 1    | 254      | 8     | 0     | 6     | 81    | 77    | 903      | 1.00    |
| MLB 통산 : 12년 | MLB 통산 : 12년 | MLB 통산 : 12년 | 173   | 106   | .620  | 3.47     | 352   | 352   | 23    | 7     | 0        | 0     | 2339.0 | 2072     | 217      | 699   | 23   | 2197     | 80    | 17    | 73    | 981   | 902   | 9664     | 1.19    |

- 시즌 기록 중 굵은 글씨는 해당 시즌 최고 기록